# Agrostis tibestica
Agrostis tibestica é uma espécie de gramínea do gênero Agrostis, pertencente à família Poaceae.